# Европски факултет Универзитета Привредна академија
Европски факултет „Kallos” је високошколска установа Универзитета Привредна академија. Налази се у Београду. Тренутни декан је Миле Петровић

## Студије
Основне академске студије
- Сестринство
- Физиотерапција и радна терапија
- Информационе технологије

Мастер академске студије
- Сестринство
- Софтверско инжењерство